# Overdrive (videojuego)
Overdrive es un videojuego de carreras de 1984 desarrollado y publicado por Superior Software y escrito por Peter Johnson para Acorn Electron y BBC Micro.

## Jugabilidad
El juego probablemente se inspiró en el exitoso Namco/Atari juego de arcade Pole Position, uno de los juegos de arcade más populares. juegos de la época. También está influenciado por el juego de 1981 de Sega Turbo. Al igual que esos juegos de arcade, Overdrive usa el "formato de corredor retrovisor", pero no hay curvas en la pista. El objetivo del juego es terminar entre los 12 primeros para clasificarse para la siguiente pista. Hay cinco pistas diferentes pero como no hay curvas, la única diferencia es el cambio de escenario (campos, noche, nieve, desierto y escenarios ribereños) así como un cambio en el agarre.
Se otorgan puntos por la distancia recorrida, así como una bonificación otorgada al final de cada nivel según la cantidad de autos controlados por computadora que se hayan pasado. Si el jugador choca con otro automóvil, explotan y se regeneran. Esto puede suceder un número infinito de veces, pero es una pérdida de tiempo y muchos oponentes pasarán mientras el jugador acelera lentamente. También es común que los oponentes choquen contra la espalda del jugador mientras todavía está acelerando y provoque otra explosión.

## Recepción
El juego tuvo un gran éxito vendiendo casi 40,000 copias en las versiones de BBC Micro y Electron lo cual fue excepcional para esa plataforma. Fue el mayor vendedor de Superior Software, vendiendo incluso más que los títulos individuales de Repton. Fue especialmente popular en el Acorn Electron (vendiendo más que la versión de la BBC en una proporción de más de 2:1). Esto probablemente se deba al hecho de que fue el único juego de carreras con desplazamiento en 3D disponible para Electron durante muchos años (con limitaciones de hardware que desalentaron muchas conversiones), mientras que la versión de la BBC competía con simulaciones más sofisticadas como Revs así como el puerto oficial de Atarisoft de Pole Position.

## Legado
Overdrive siguió siendo el único juego de carreras en 3D disponible para Electron hasta 1987, cuando Superior lanzó el juego de carreras de motos Crazee Rider, un juego originalmente concebido como una continuación de Overdrive. Este juego incluía curvas que mostraban que habría sido posible, pero el hecho de que se tardara tanto en lanzar otro juego muestra el logro técnico que había sido convertir "Overdrive" para Electron. También en 1987, Overdrive se incluyó en las compilaciones de Superior Collection (vol. 2 en BBC, vol. 3 en Electron), lo que significa que todavía estaba disponible hasta la demanda de 8 bits los juegos se secaron a principios de la década de 1990.